# Clan Polverino
Il clan Polverino è un sodalizio camorristico operante sul territorio del comune di Marano di Napoli. Il clan è presente anche a Villaricca, Quarto, Pozzuoli, Qualiano e nel quartiere Camaldoli di Napoli (area di origine della famiglia Polverino). L'organizzazione è attiva anche in Spagna, in particolare a Barcellona, Malaga e Alicante. Secondo gli inquirenti, sono i successori del clan Nuvoletta.

## Storia
L'organizzazione è stata fondata da Giuseppe Polverino, detto "Peppe 'o Barone", negli anni 1990.
Il clan, che è stato fondato come costola del clan Nuvoletta, è diventato col tempo indipendente e tra i più potenti. Erano gli anni 1990 e i Nuvoletta erano allo sbando a causa delle inchieste della magistratura e degli arresti dei capi e dei affiliati, ed è in questo momento, secondo gli inquirenti, che Polverino ha la possibilità di fare il salto di qualità, organizzando un summit a Marano, a cui parteciparono gli esponenti di numerosi clan della città, ma anche i referenti dei Nuvoletta. In questo summit si concorda che gli affiliati ai Nuvoletta potevano scegliere se passare dalla parte del nuovo clan, oppure fare affari in autonomia ma sempre concordandoli con Polverino, così, diversi membri degli Orlando, famiglia storicamente legata ai Nuvoletta, hanno scelto di diventare autonomi, mentre le famiglie Simioli e Ruggiero decisero di unirsi al nuovo clan.
Giuseppe Polverino è stato soprannominato re dell'hashish, perché detiene il monopolio dell'importazione della sostanza dal Marocco in Italia via Spagna, diventando il maggiore broker internazionale dello stupefacente marrone. 
Secondo uno dei pentiti del clan, Domenico Verde, l'organizzazione aveva il monopolio del commercio dell'hashish dal 1992 al 2009. L'hashish era coltivato nella regione di Ketama in Marocco e all'inizio arrivava a dorso dei muli, ma in seguito fu modernizzato e accessibile su camion e auto.
Secondo gli inquirenti, Polverino ha una grande capacità imprenditoriale, investendo nel settore turistico-alberghiero in Italia e in Spagna. Amante del poker, delle donne e della bella vita, la sua fortuna personale è di oltre 1 miliardo di euro.
Secondo le indagini in Spagna, il clan Polverino è stato il più potente che è stato attivo nel paese, a causa del numero di persone che aveva installato e a causa del potenziale della sua struttura. Tra le città spagnole con infiltrazione dei Polverino, c'erano anche Almería, Cadice e Tarragona. Polverino è stato arrestato il 6 marzo 2012 in un appartamento di Jerez de la Frontera ed estradato in Italia dopo due mesi.
Dopo l'arresto di Polverino, Giuseppe Simioli aveva preso le redini del sodalizio, ma è stato arrestato nel luglio 2017 per associazione mafiosa e traffico di droga e armi. Simioli, nato in una famiglia benestante, tra le più note della città di Marano, fin da giovanissimo si affilia al clan e con poco più che ventenne è già un affiliato di primo livello. È allora che inizia a gestire per conto dei Polverino il florido mercato delle estorsioni, diventando in futuro il braccio destro del boss.

## Boss
- 1990-2012 — Giuseppe Polverino, detto Peppe 'o barone.
- 2012-2017  — Giuseppe Simioli, detto 'O Petruocelo.
- 2017-presente — sconosciuto.

## Fatti recenti
Il 30 maggio 2019 è stato arrestato in Marocco Raffaelle Vallefuoco, l'ultimo boss di quello che resta dell'organizzazione ancora attiva in Spagna. Vallefuoco era inserito nell'elenco dei latitanti più ricercati dalla Guardia Civil.
Il 11 dicembre 2019, Giuseppe Polverino e Giuseppe Simioli sono stati condannati all'ergastolo. Polverino e Simioli furono ritenuti responsabili dell'omicidio di Giuseppe Candela, avvenuto nel luglio 2009 a Marano. Secondo le indagini, Candela, che era un membro del clan Polverino, fu ucciso perché gestiva i suoi affari in autonomia e non rispondeva più al clan.
Il 26 maggio 2020, in una indagine della Direzione Distrettuale Antimafia vengono arrestate 16 persone riconducibili al clan, tra cui il presunto reggente Vincenzo Polverino.
Il 5 giugno 2020, la DDA ha sequestrato beni per 10 milioni di euro al clan. Tra i beni sequestrati c'erano due ville, due garage, due magazzini-deposito, sei locali commerciali, tre appezzamenti di terreno, un immobile adibito a scuola e un asilo nido.